# إيفان مراز
إيفان مراز مواليد 24 مايو 1941، هو لاعب كرة قدم تشيكي سابق كان يلعب كمهاجم. فاز بميدالية أوليمبية في مسابقة كرة القدم.

## المسيرة الاحترافية

### أندية لعب لها
- نادي سلوفان براتيسلافا
- سبارتا براغ

## روابط خارجية
- إيفان مراز على موقع الاتحاد التشيكي (الإنجليزية)
- إيفان مراز على موقع قاعدة بيانات كرة القدم.إي يو (الإنجليزية)
- إيفان مراز على موقع ناشيونال فوتبول تيمز (الإنجليزية)
- إيفان مراز على موقع عالم كرة القدم.نت (الإنجليزية)
- إيفان مراز على موقع اللجنة الأولمبية الدولية (الإنجليزية)
- إيفان مراز على موقع أوليمبيديا (الإنجليزية)
- إيفان مراز على موقع اللجنة الأولمبية التشيكية (التشيكية)
- إيفان مراز على موقع اللجنة الأولمبية السلوفاكية (السلوفاكية)